# Salmah Ismail
Puan Sri Salmah binti Ismail, más conocida como Saloma (Pasir Panjang, Singapur; 22 de enero de 1935-25 de abril de 1983), fue una actriz de cine y cantante malaya. Fue la tercera esposa del actor, director, cantante y compositor Tan Sri , también conocido como P. Ramlee.

## Biografía
Proveniente de una familia con inclinaciones artísticas (tanto sus hermanas Mimi Loma y Mariani, fueron actrices famosas por derecho propio), su talento histriónico propio y como cantante en bodas y eventos familiares a los 13 años. A medida que se hizo más conocida en Singapur se incorporó al Grupo Panca Sitara, una banda de músicos bajo la dirección de P. Ramlee. Alrededor de este tiempo ella también cantaba con el grupo Kalung Senandung en una Radio Singapurense y entretenido en calidad de hoteles en películas musicales de la época, por lo general participó en las películas como P.Ramlee's love interest y the village ingenué.

## Muerte
Saloma murió el 25 de abril de 1983 en el Hospital Asunción, Petaling Jaya, Selangor, Malasia por insuficiencia hepática asociada con ictericia. Ella fue enterrada en el cementerio musulmán de Jalan Ampang, Kuala junto a la tumba de su esposo, P. Ramlee Lumpur. En 2003, en honor a sus contribuciones de la industria de entretenimiento en Malasia, el Bistro Saloma fue creado en Jalan Ampang, Kuala Lumpur.

## Canciones
- Mengapa Dirindu
- Kain Songket
- Bunga Tanjung
- Hilang Terang Timbul Gelap
- Perwira
- Tiru Macam Saya
- Inang Baru
- Bila Larut Malam
- Keroncong Singapura
- Tiga Abdul
- Aci Aci Buka Pintu
- Lagu Anak Rantau
- Bila Hati Telah Retak
- Tari Silat Melayu
- Bossanova
- Selamat Hari Raya
- Kuala Lumpur
- Kelohan
- Gelora
- Malam Ku Bermimpi
- Burung Pungguk
- Di Mana Suara Burung Kenari
- Hancur Badan di Kandung Badan
- Joget Malaysia
- Rukun Islam
- Sri Bulan
- Jikalau Ku tahu
- Bahagia
- Saat yang Bahagia
- Dalam Air Terbayang Wajah
- Sedangkan Lidah Lagi Tergigit

## Películas
- Ahmad Albab
- Seniman Bujang Lapok
- Ragam P. Ramlee
- Sabaruddin Tukang Kasut
- Bila Hati Telah Retak
- Si Tanggang